# Cuniculus
Cuniculus (Brisson, 1762) è un genere di roditori, l'unico appartenente alla famiglia dei Cuniculidi (Cuniculidae Miller & Gidley, 1918), comunemente noti come paca.

## Descrizione

### Dimensioni
Al genere Cuniculus appartengono roditori di grandi dimensioni, con lunghezza della testa e del corpo tra 60 e 80 cm, la lunghezza della coda tra 2 e 3 cm e un peso fino a 12 kg.

### Caratteristiche craniche e dentarie
Il cranio è ampio e massiccio, con ossa nasali brevi e frontali lunghe e larghe. È caratterizzato in maniera singolare dall'ingrossamento della zona degli zigomi a causa di un notevole sviluppo delle ossa mascellari e giugali fino a formare delle placche guanciali internamente cave, la cui superficie esterna è fortemente rugosa nei maschi, ma in misura minore nelle femmine. Esse si sviluppano rapidamente dagli zigomi più tipicamente sottili e lisci dei giovani esemplari. Inoltre sono presenti anche delle sacche guanciali che insieme alle placche servirebbero ad amplificare le vocalizzazioni e il digrignare dei denti. L'osso giugale non entra in contatto con quello lacrimale ed è privo della fossa giugale. Il canale lacrimale è grande ed è posizionato sul fianco del rostro. 
Il foro infra-orbitale è alquanto piccolo, in parte a causa dell'espansione anteriore degli zigomi, e presenta un canale distinto sulla parete superiore per il passaggio di nervi. È presente una cresta sagittale negli adulti mentre un processo post-orbitale è sviluppato sebbene molto distante dalle orbite. Le bolle timpaniche sono piccole e i processi para-occipitali sono stretti, ricurvi all'estremità e si estendono verticalmente sotto la zona occipitale. La mandibola è elevata e presenta un processo angolare arrotondato soltanto moderatamente disposto lateralmente. Gli incisivi superiori sono relativamente piccoli e stretti e sono arancioni. I denti masticatori sono ipsodonti, ovvero con la corona bassa, hanno radici parziali e la superficie occlusiva formata da un complesso di pieghe e rientranze,
Sono caratterizzati dalla seguente formula dentaria:

### Aspetto
Il corpo è robusto e presenta una ampia groppa, la testa grande con le guance rigonfie, le labbra carnose ed ispessite, le narici grandi, le vibrisse ruvide e prominenti, le orecchie brevi ed arrotondate e una coda ridotta ad un tubercolo. Gli occhi sono grandi, ben separati tra loro e situati sulla parte superiore del capo. Gli arti sono corti, le zampe anteriori hanno quattro dita della stessa lunghezza, un pollice piccolo munito di un artiglio, i piedi hanno le tre dita centrali grandi e quelle esterne corte e mai in contatto col terreno. gli artigli sono estremamente tozzi, simili a zoccoli. 
La pelliccia è ruvida, priva di un sotto-pelliccia, corta e lucida in C.paca, lunga e relativamente soffice in C.taczanowskii. Nelle due specie il dorso e i fianchi sono marcati con alcune file di grosse macchie bianche che talvolta si fondono tra loro fino a formare strisce continue. Le femmine hanno un paio di mammelle ascellari ed uno inguinale. I genitali esterni sono nascosti all'interno di una sacca anale in entrambi i sessi ed i maschi sono privi dello scroto. Questi ultimi sono più grandi delle femmine.

## Distribuzione
Si tratta di grossi roditori terricoli diffusi dal Messico meridionale fino al Brasile, il Paraguay e l'Argentina nord-orientale.

## Tassonomia
Il genere comprende 2 specie.
- Cuniculus paca
- Cuniculus taczanowskii